# Оцхели, Пётр Григорьевич
Оцхели Пётр Григорьевич (груз. პეტრე გრიგოლის ძე ოცხელი; 25 сентября (8 октября) 1907 — 1937) — грузинский театральный художник. Художественное образование получил в Тбилисской академии художеств, в которой учился с 1925 г. В 1927 г. в Тбилисском рабочем театре оформил свой первый спектакль «Поджигатели» А. Луначарского. В 1928 г. как художник-декоратор участвует в создании К. А. Марджанишвили Второго государственного театра в Кутаиси (ныне — Театр им. Марджанишвили) и оформляет ряд спектаклей под руководством этого выдающегося режиссёра.

## Оформленные спектакли

### В театре имени К. А. Марджанишвили
- 1928 «В самое сердце», премьера комедии грузинского драматурга Ш. Н. Дадиани (режиссёр Гогоберидзе).
- 1929 «Уриэль Акоста», трагедия немецкого автора К. Гуцкова, посвящённая жизни голландского философа, направленная против подавления свободы мысли и религиозного мракобесия. Трагедия сыграла заметную роль в истории грузинского театра (режиссёр Сулиашвили; Уриэль — У. Чхеидзе, Кобахидзе, Юдифь — В. Анджапаридзе, де Сантос — Имедашвили, Сараули, В. Годзиашвили, де Сильва — Гамбашидзе, Бен-Акиба — А. М. Жоржолиани; музыка — Т. Н. Вахвахишвили),
- 1930 «Да, однако» Г. В. Бухникашвили (режиссёр Г. Сулиашвили),
- 1930 «Беатриче Ченчи» Шелли (режиссёр Абашидзе, в роли Беатриче Ченчи — Т. И. Чавчавадзе),
- 1930 «Хатидже» пьеса К. Р. Каладзе о раскрепощении женщин (режиссёр Абашидзе; в роли Хатидже — Т. И. Чавчавадзе),
- 1930 «Хандзари» Т. Вахвахишвили (хореограф Мачавариани) — совместно с Е. Ахвледиани,
- 1931 «Поэма о топоре» пьеса Н. Погодина о трудовом энтузиазме коллектива рабочих (режиссёры Гогоберидзе и Сулиашвили, в ролях: Анка — С. Такайшвили, Степан — В. Годзиашвили)),
- 1932 «Немые заговорили» Баазова (реж. Антадзе)
- 1934 «Мы — народ» Раиса (реж. Кушиташвили)
- 1934 «Апракуне Чимчимели» Вакели (режиссёры В. и Н. Годзиашвили)
- 1935 «Сломанный мост» инсценировка Дадиани по И. Чавчавадзе (режиссёр Кушиташвили)

### В Грузинском ТЮЗ (Тбилиси)
- 1934 «Сурамская крепость» по Д. Чонкадзе

### В Театре б. Корш (Москва)
«Строитель Сольнес» Ибсена (1931), пост. К. Марджанишвили.

### В Малом театре (Москва)
- 1936 «Слава» Гусева (реж. Хохлов)
- 1937 «Коварство и любовь» Шиллера (реж. Абашидзе)